# Коба Тамара Павлівна
Тама́ра Па́влівна Коба (* 1957) — українська радянська бігунка та тренерка, майстер спорту СРСР міжнародного класу з легкої атлетики (1980).

## Життєпис
1981 року закінчила Дніпропетровський інститут залізничного транспорту.
Переможниця Чемпіонату Європи на дистанції 1500 метрів-1980 (Зіндельфінген, ФРН).
Членкиня збірної команди СРСР (1978—1984). Виступала за спортивне товариство «Локомотив» (Дніпропетровськ, 1974—1985). Срібна призерка Спартакіади народів СРСР в естафеті 4 × 800 м 1979 року.
Після перерви у змаганнях повернулася в кінці 1980-х і почала потужно виступати 1989 року. 1990 року — переможниця міжнародних змагань «Меморіал братів Знаменських» (Москва) — біг на 3000 метрів і 5000 метрів та Чемпіонату СРСР-1990 на дистанції 5 км — здобула срібну медаль.
1991 року перемога на Меморіалі братів Знаменських та третє місце на чемпіонаті СРСР принесли їй відбір на Ігри доброї волі, посіла дев'яте місце в бігу на 5000 м.
Бронзова призерка етапів Кубка Європи-1993 на дистанціях біг на 10000 метрів (10 км) (Рим, 1993) та 5 км Кубка Європи-1995 (Лілль, Франція, 1995).
Представляла Україну на Чемпіонаті світу з легкої атлетики-1995 та Чемпіонаті світу з кросу-1994 й -1995.
На Чемпіонаті України з легкої атлетики-1995 здобула бронзову медаль в бігу на 1500 метрів і стала національною чемпіонкою на 5000 метрів. Час її виграшу 15: 41,08 хвилин залишався неперевершеним до перемоги Тетяни Біловол 2001 року.
1997 року покинула великий спорт.
Найкращі результати: 800 м — 2.00,7 с. (1979); 1500 м — 4.01,66 с. (1981).
Працювала тренеркою спортивних клубів «Сталь» (від 1997), «Локомотив» (з 2001) та «Спартак» (2004—2007 роки; усі — Дніпропетровськ).
Серед вихованців — призери молодіжних ігор України Г. Зеленський, В. Стасенко.
Від 2008 року мешкає в Німеччині, де працює тренеркою.